# Udo Lindemann
Udo Friedrich Wilhelm Lindemann (* 1948) ist ein deutscher Maschinenbauingenieur und Hochschullehrer im Ruhestand.

## Biographie
Udo Lindemann studierte Maschinenbau an der Universität Hannover mit der Vertiefung Thermische Verfahrenstechnik. Ab 1974 arbeitete er als wissenschaftlicher Assistent am Institut für Maschinenelemente und hydraulische Strömungsmaschinen der Universität Hannover unter Klaus Ehrlenspiel.
Nachdem Klaus Ehrlenspiel zum 1. September 1976 einen Ruf an die Technische Universität München als Leiter des Lehrstuhls für Konstruktionstechnik als Nachfolger von W. G. Rodenacker angenommen hatte, folgte er seinem Doktorvater nach München und promovierte 1979 über die „Systemtechnische Betrachtung des Konstruktionsprozesses unter besonderer Berücksichtigung der Herstellkostenbeeinflussung beim Festlegen der Gestalt“.
Anschließend war er in den Bereichen Konstruktionstechnik, Produktentwicklung sowie Regel- und Prüfsysteme bei der Renk AG in Augsburg tätig. Zum 1. April 1992 wurde er zum Vorsitzenden der MAN Miller Druckmaschinen GmbH mit Ressortverantwortung für Produktion, Logistik, Qualität, Service, Personal und Werksplanung bestellt. Bei der Muttergesellschaft MAN Roland AG gehörte die Produktverantwortung für kleinere Bogendruckmaschinen zu seinem Aufgabengebiet.
Außerdem engagierte sich Lindemann in Kostenanalyse-Arbeitskreisen der FVA im VDMA, als VDI-EKV-Vertreter im VDI-Gemeinschaftsausschuss „Industrielle Systemtechnik (GIS)“ sowie im VDI-Ausschuss „Methodisches Konstruieren“. Hinzu kamen Vorstands- und Obmann-Funktionen des VDI-Bezirksvereins Augsburg und der DIN-NSM AA4 CAD-Normteildatei.
Zum 1. Oktober 1995 übernahm Lindemann die Nachfolge von Ehrlenspiel als Leiter des Lehrstuhls für Produktentwicklung an der Technischen Universität München. Er ist seit Oktober 2016 im Ruhestand. 
Lindemann ist Mitglied der Wissenschaftlichen Gesellschaft für Produktentwicklung und war auch in den zwei Vorgängerorganisationen „Berliner Kreis“ und „WGMK“ aktiv. Er ist Gründungsmitglied der Design Society und war von 2007 bis 2010 deren Präsident. Lindemann ist Mitglied der Programmkomitees internationaler Konferenzen und wirkt in Editorial Boards internationaler Journals mit.
Lindemann ist gewähltes Mitglied der Deutschen Akademie der Technikwissenschaften (Acatech), weiterhin ist er in Beiräten von Stiftungen aktiv.